# دارکوب خاکستری‌ونخودی
دارکوب خاکستری‌ونخودی (نام علمی: Hemicircus concretus) گونه‌ای از پرندگان از خانواده دارکوبان (Picidae) است که در برونئی، اندونزی (سوماترا و بورنئو)، مالزی، جنوب میانمار و جنوب تایلند یافت می‌شود، اما در سنگاپور منقرض شده است. زیستگاه طبیعی آن جنگل‌های پهن‌برگ نمناک استوایی یا نیمه‌گرمسیری جلگه‌ای و کوهستانی است.